# Montesarchio
Montesarchio é uma comuna italiana da região da Campania, província de Benevento, com cerca de 12.748 habitantes. Estende-se por uma área de 26 km², tendo uma densidade populacional de 490 hab/km². Faz fronteira com Apollosa, Bonea, Campoli del Monte Taburno, Ceppaloni, Cervinara (AV), Roccabascerana (AV), Rotondi (AV), San Martino Valle Caudina (AV), Tocco Caudio.

## Demografia
| Variação demográfica do município entre 1861 e 2011                               |
|                                                                                   |
| Fonte: Istituto Nazionale di Statistica (ISTAT) - Elaboração gráfica da Wikipedia |